# Romică-Andrei Baciu
Romică-Andrei Baciu (n. 18 septembrie 1986) este un deputat român, ales în 2024 din partea PNL. 